# Eddy van Hijum
Yde Johan van Hijum, dit Eddy van Hijum, né le 17 avril 1972 à Delft, est un homme politique néerlandais, membre du parti Nouveau Contrat social (NSC).
Il est troisième vice-Premier ministre et ministre des Affaires sociales et de l'Emploi dans le cabinet de Dick Schoof depuis 2024.

## Carrière politique
Van Hijum étudie la gestion du génie civil à l'Université de Twente et siège au conseil municipal de Zwolle entre 1998 et 2003,. En tant que membre de l'Appel chrétien-démocrate, il est membre de la Chambre des représentants du 2 septembre 2003 au 11 novembre 2014. Il est investi comme chevalier de l'Ordre d'Orange-Nassau lors de son départ de la Chambre.
Entre le 12 novembre 2014 et le 12 juillet 2023, Van Hijum est membre de l'exécutif provincial d'Overijssel. Il est responsable du portefeuille de l'Économie, de l'Énergie et de l'Innovation. À la Chambre des représentants, il est remplacé par Martijn van Helvert. Il sert dans les États d'Overijssel du 26 mars 2015 au 20 mai 2015.
En août 2023, Van Hijum annonce qu'il rejoint le Nouveau Contrat social (NSC), le parti politique fondé par l'ancien membre du CDA Pieter Omtzigt, et participe à rédiger le manifeste du parti avant les élections générales de 2023. Après son élection à la Chambre, Van Hijum aide Omtzigt dans les négociations pour former une nouvelle coalition gouvernementale. Il est porte-parole du NSC pour les finances et la politique monétaire, et il propose la création d'un organe d'examen du budget qui conseillerait la Chambre, similaire au Congressional Budget Office américain,.

### Ministre des Affaires sociales et de l'Emploi
Après que le PVV, le VVD, le NSC et le BBB forment le cabinet Schoof, Van Hijum prête serment comme troisième vice-Premier ministre et ministre des Affaires sociales et de l'Emploi le 2 juillet 2024. À ce dernier poste, il succède à Karien van Gennip,.
Van Hijum est chargé de faciliter les négociations entre les syndicats et les associations d'employeurs pour créer un régime permanent de retraite anticipée pour les travailleurs exerçant des professions physiquement exigeantes. Un programme temporaire arrivait à expiration et les négociations antérieures sur sa prolongation étaient au point mort,. Un accord est trouvé en octobre 2024 sur un dispositif décrit comme plus généreux que son prédécesseur,.